# Eloisa James
Eloisa James este numele de autor al Mary Bly, născută în 1962. Ea este o profesoară de Literatură Engleză la Universitatea Fordham, care de asemenea mai scrie și bestseller-uri romantice sub numele său de autor.  
Este fiica poetului Robert Bly și a autoarei de nuvele, Carol Bly.

## Biografie

### Primii ani
Mary Bly s-a născut în Minnesota în 1962, fiica lui Robert Bly, câștigătorul premiului American Book pentru poezie și a autoarei de nuvele Carol Bly. A fost inspirația mamei sale în eseul The Maternity Wing, Madison, Minnesota( Aripa maternității, Madison, Minnesota), care a fost publicată în colecția Imaginându-mi casa: Scriind din Vestul Mijlociu. Nașul de botez, James Wright, a scris o poezie special pentru ea, care a inclus-o în Colecția câștigătoare de poezii a premiului Pulitzer. Bly are o soră și doi frați vitregi: Bridget, Noah și Micah. Familia Bly nu dețineau o televiziune, însa dețineau peste 5000 de cărți. Chiar de la o vârstă fragedă, Mary a fost fascinată de romantism. Pentru a-și bine dispune surorile vitrege în timpul unui viscol, a construit un spectacol de păpuși complet, cu lumini, trăsătură specifică romantismului. Câțiva ani mai târziu, după descoperirea romanelor de dragoste ale lui Georgette Heyer în biblioteca locală, Bly l-a convins pe tatăl său să îi permită să citească un roman de dragoste pentru fiecare roman clasic pe care îl citea.

### Studii universitare
După ce a absolvit Universitatea Harvard, Bly a mers să obțină un Master în Filosofie la Universitatea Oxford și un Doctorat în Filosofia Renașterii la Universitatea Yale. Este o profesoară calificată în predarea lui William Shakespeare la Universitatea Fordham din orașul New York. A fost directorul studiilor absolvite în cadrul departamentului Englez, precum și conducătorul Programul Creativ de Scriere din incinta Universității Fordham. În plus, pentru publicarea unei cărți academic în colaborare cu Presa Universitară Oxford, a publicat un articol academic pe tema dramei din secolul XVII în Publicațiile de Limbi Moderne Asociate, cel mai prestigios jurnal de studii literare Engleze.

## Activitate literară
Primele trei romane, trilogia Plăcerilor, au fost publicate de Dell într-o formă cartonată, plan cu care Bly nu prea era de acord. Urmărind publicarea acestor trei romane, Bly s-a decis să își schimbe furnizorul apelând la Avon, care i-a publicat cărțile într-un format de broșură pe piața marketing-ului.

## Lucrări publicate

### Lucrări academice Mary Bly
- Consuming London: Mapping Plays, Puns, and Tourists in the Early Modern City
- Bly, Mary (2000). Queer virgins and virgin queans on the early modern stage. Oxford: Oxford UP. pp. viii+213. ISBN 0-19-818699-1.

### Romane de dragoste Eloisa James

#### TrilogiaPleasures
1. Potent Pleasures. Random House Publishing Group. septembrie 2009 [1999]. ISBN 0-440-24563-X.
2. Midnight Pleasures. Random House Publishing Group. septembrie 2009 [2000]. ISBN 0-440-24564-8.
3. Enchanting Pleasures. Dell. 2002 [2001]. ISBN 0-440-23458-1.

#### QuartetulDuchess
1. Duchess in Love. Avon. 2002. ISBN 978-0-06-050810-4.
2. Fool For Love. Avon. 2003. ISBN 978-0-06-050811-1.
3. A Wild Pursuit. Avon. 2004. ISBN 978-0-06-050812-8.
4. Your Wicked Ways. Avon. 2004. ISBN 978-0-06-056078-2.

#### SeriaEssex Sisters
1. Much Ado About You. Avon. 2005. ISBN 978-0-06-073206-6.
2. Kiss Me, Annabel. Avon. 2005. ISBN 978-0-06-073210-3.
3. The Taming of the Duke. Avon. 2006. ISBN 978-0-06-078158-3.
4. Pleasure for Pleasure. Avon. 2006. ISBN 978-0-06-078192-7.

#### SeriaDesperate Duchesses
1. Desperate Duchesses. Avon. 2007. ISBN 978-0-06-078193-4.
2. An Affair Before Christmas. Avon. 2007. ISBN 978-0-06-124554-1.
3. Duchess by Night. Avon. 2008. ISBN 978-0-06-124557-2.
4. When the Duke Returns. Avon. 2008. ISBN 978-0-06-124560-2.
5. This Duchess of Mine. Avon. 2009. ISBN 978-0-06-162682-1.
6. A Duke of Her Own. Avon. 2009. ISBN 978-0-06-162683-8.

#### Romane în Antologie în colaborare
- „A Fool Again”. The One That Got Away. with Victoria Alexander, Liz Carlyle and Cathy Maxwell. 2004. ISBN 0-06-054026-5.
- „A Proper Englishwoman”. Talk of the Ton. with Rebecca Hagan Lee and Julia London. 2005. ISBN 0-425-23051-1.
- Lady Most Likely. with Julia Quinn and Connie Brockway. 2010. ISBN 978-0-06-124782-8.

#### SeriaHappily Ever Afters
- A Kiss at Midnight. Avon. 2010. ISBN 978-0-06-206052-5.
- When Beauty Tamed the Beast. Avon. 2011. ISBN 978-0-06-202127-4.
- The Duke is Mine. Avon. 2012. ISBN 978-0-06-202128-1.
- The Ugly Duchess. Avon. 2012. ISBN 978-0-06-202173-1.
- Once Upon a Tower. Avon. 2013. ISBN 978-0-06-222387-6.

### Memorii Eloisa James
- Paris in Love. Random House. 2012. ISBN 978-1-4000-6956-9.